# Benjamín Monterroso
Benjamín Eduardo Monterroso Díaz (Ciudad de Guatemala; 1 de septiembre de 1952) es un excentrocampista y entrenador de fútbol guatemalteco. Actualmente se encuentra sin club.
Pasó la mayor parte de su carrera como jugador en el club local CSD Municipal y también fue jugador y entrenador de la selección de Guatemala.

## Trayectoria

### Como jugador
Conocido como Mincho, jugó para Municipal de 1970 a 1979, siendo parte de la escuadra que ganó la Copa de Campeones de la Concacaf en 1974. Además de eso, ganó tres campeonatos de liga, en 1973, 1974 y 1976.
Anotó 21 goles en todas las competencias para Municipal y después de una década en el club, jugó para los clubes de Juventud Retalteca en 1979 por un precio récord de 20,000 quetzales, el Cobán Imperial (1982, 1984, 1985 y 1986) y Comunicaciones (1983 y 1987) y FAS de la Primera División de El Salvador (1983).

### Como entrenador
Entrenó a la selección nacional de Guatemala desde diciembre de 1998 hasta 1999, tiempo durante el cual el equipo terminó subcampeón en la Copa de Naciones de la Uncaf de 1999.
Entre los clubes que dirigió, se encuentran Municipal (1997 a 1998, promoción del eventual delantero internacional Carlos Ruiz), Universidad de San Carlos (Clausura 2003), CD Jalapa FC (2001 a 2002 y 2004 a 2005) y Suchitepéquez (2005).
En enero de 2007 fue nombrado jefe directivo de la selección femenina de Guatemala, pero en octubre de 2008 volvió a dirigir la selección masculina como sucesor de Ramón Maradiaga, permaneciendo a cargo hasta 2009.
Se convirtió en el entrenador del club Unifut en la Máxima división femenina de Guatemala en 2010, ganando cuatro títulos de liga consecutivos a fines de 2014. Sus dos hijas Coralia y María juegan en el club y también son integrantes de la selección nacional femenina. Fue nombrado entrenador de la selección femenina sub-20 de Guatemala el 6 de febrero de 2012.

## Selección nacional
Fue jugador de la selección de Guatemala de 1973 a 1986, donde participó en dos procesos de clasificación para la Copa del Mundo, un torneo olímpico y fue un miembro que ganó la medalla de bronce en los Juegos Panamericanos de 1983.
Durante la clasificación para la Copa del Mundo de 1974, jugó cuatro partidos, anotando un gol contra Haití. Luego formó parte del equipo que se clasificó para el Torneo olímpico de 1976, jugando en los tres partidos.

### Participaciones en Juegos Olímpicos
| Torneo                   | Sede     | Resultado     |
| ------------------------ | -------- | ------------- |
| Juegos Olímpicos de 1976 | Montreal | Primera ronda |

## Clubes

### Como jugador
| Club               | País        | Año       |
| ------------------ | ----------- | --------- |
| Municipal          | Guatemala   | 1970-1979 |
| Juventud Retalteca | Guatemala   | 1979-1981 |
| Cobán Imperial     | Guatemala   | 1982      |
| Comunicaciones     | Guatemala   | 1983      |
| FAS                | El Salvador | 1983      |
| Municipal          | Guatemala   | 1984-1985 |
| Cobán Imperial     | Guatemala   | 1985-1986 |
| Comunicaciones     | Guatemala   | 1987      |

### Como entrenador
| Club                         | País      | Año       |
| ---------------------------- | --------- | --------- |
| CSD Municipal                | Guatemala | 1997-1998 |
| Guatemala                    | Guatemala | 1998-1999 |
| CD Jalapa FC                 | Guatemala | 2001-2002 |
| Universidad de San Carlos CF | Guatemala | 2003      |
| CD Jalapa FC                 | Guatemala | 2004-2005 |
| CSD Suchitepéquez            | Guatemala | 2005      |
| Guatemala                    | Guatemala | 2008-2009 |
| Unifut                       | Guatemala | 2010-2014 |
| Guatemala femenil sub-20     | Guatemala | 2012-2020 |
| Guatemala femenil            | Guatemala | 2020-2022 |

## Palmarés

### Como jugador

#### Títulos nacionales
| Título                    | Equipo    | País      | Año  |
| ------------------------- | --------- | --------- | ---- |
| Liga Nacional             | Municipal | Guatemala | 1973 |
| Liga Nacional             | Municipal | Guatemala | 1974 |
| Liga Nacional             | Municipal | Guatemala | 1976 |
| Copa Campeón de Campeones | Municipal | Guatemala | 1977 |

#### Títulos internacionales
| Título                           | Equipo         | País      | Año  |
| -------------------------------- | -------------- | --------- | ---- |
| Copa Fraternidad Centroamericana | Municipal      | Guatemala | 1974 |
| Copa de Campeones de la Concacaf | Municipal      | Guatemala | 1974 |
| Copa Fraternidad Centroamericana | Municipal      | Guatemala | 1977 |
| Copa Fraternidad Centroamericana | Comunicaciones | Guatemala | 1983 |

### Como entrenador
| Título           | Equipo | País      | Año  |
| ---------------- | ------ | --------- | ---- |
| Primera División | Jalapa | Guatemala | 2001 |